# La Balme-d'Épy
La Balme-d'Épy era una comuna francesa situada en el departamento de Jura, de la región de Borgoña-Franco Condado, que el uno de enero de 2018 pasó a ser una comuna delegada de la comuna nueva de Val-d'Épy al fusionarse con las comunas de Florentia, Nantey, Senaud y Val-d'Épy.

## Demografía
| Gráfica de evolución demográfica de La Balme-d 'Épy entre 1800 y 2014 |
|                                                                       |

Los datos demográficos contemplados en este gráfico de la comuna de La Balme-d'Épy se han cogido de 1800 a 1999 de la página francesa EHESS/Cassini, y los demás datos de la página del INSEE.